# アティエリ・パカラニ
アティエリ・パカラニ（Atieli Pakalani、1989年8月2日 - ）は、ペニャロール・ラグビーに所属するラグビー選手。

## プロフィール
- トンガ・ハアテイホ出身[1]。
- ポジションはウィング(WTB)、フルバック(FB)。
- 身長 183cm、体重 88kg
- U20トンガ代表に選ばれたことがある[2]。
- トンガ代表キャップは13(2021年3月現在）でラグビーワールドカップ2019のトンガ代表に選ばれた[3]。
- 7人制オーストラリア代表・7人制トンガ代表共に選ばれたことがある。

## 略歴
オークランド、ワラターズ、サウスタン・ディストリクトズ、グレイターシドニーラムズ、USカルカソンヌ、レスター・タイガース、NSWカントリーイーグルス、イーストウッドを経て、2020年、ペニャロール・ラグビーに加入。